# Serie Radeon HD 2000 y 3000
Las series Radeon HD 2000 y Radeon HD 3000 son una gama de procesadores gráficos comercializados por AMD bajo la marca ATI en mayo de 2007 y durante el año 2008. Tenían compatibilidad con DirectX 10 (Radeon HD 2000), DirectX 10.1 (Radeon HD 3000) y OpenGL 3.2 (ambas). Fueron las primeras tarjetas gráficas de AMD/ATI en hacer uso de una arquitectura de shading unificada y la segunda generación de su arquitectura unificada, siendo la primera la GPU Xenos de Xbox 360 con 240 stream processors.

## Arquitectura[1][2]
Ambas series de la entonces llamada ATI se basan en la arquitectura R600 de dicha compañía.
En dicha arquitectura se tenía en primera instancia el procesador de comandos, encargado de la búsqueda y decodificación de instrucciones además de administrar el estado del procesador incluyendo los registros del sistema. También residía el sistema de interrupciones, la lógica de DMA y múltiples colas de instrucciones y varios puertos de registros, tanto los de gráficos como los de sistema.
Del procesador de comandos se pasaba a la etapa de configuración del motor. Relacionado con la vertiente puramente gráfica de la GPU, ahí se procesaban los datos estructurales de píxels, primitivas y vértices (direcciones de memoria, información topológica, teselación, chequeos previos de la coordenada Z).
Tras la etapa de configuración del motor se procedía al gestor del procesador. Es la unidad de control del núcleo de shaders. La carga de trabajo se distribuye en varios hilos o wavefronts agrupando cada uno 64 operaciones, con 100 hilos en vuelo para esconder latencias. El núcleo de shaders está formado por varias unidades de procesamiento vectorial. En el caso del R600 eran 4 grupos SIMD cada uno con 16 procesadores vectoriales (SPUs, Stream Processing Units). Estos 64 procesadores vectoriales compartían los registros de propósito general y la caché de texturas.
Por cada SPU hay 6 ALUs, 4 dedicadas a instrucciones aritméticas, 1 que además de instrucciones aritmétmicas también permite realizar funciones trigonométricas y una sexta ALU para las instrucciones de salto. ATI llamó a cada ALU Stream Processor, de ahí que el R600 totalmente dotado tuviera 320 stream processors (4 unidades SIMD X 16 SPUs X 5 ALUs aritméticas por SPU hacen 320 ALUs o Stream processors). El R600 era entonces una arquitectura VLIW5. Actualmente las Radeon HD 6000 son VLIW4.

### Radeon HD 3000
Las HD 3000 están basadas exactamente en el mismo diseño R600. Las diferencias residen en pequeñas optimizaciones y un nuevo proceso de fabricación que han permitido reducir el número de transistores y aumentar la frecuencia de reloj. También se ha añadido el hardware necesario para dar soporte a DirectX 10.1.

## Gama de tarjetas gráficas[3][4]

### Serie Radeon HD 2000
- Los procesos de fabricación varían entre los 80 y los 65 nm. La gama HD 2900 está fabricada en 80 nm mientras que el resto lo está en 65 nm.
- Todas soportan DirectX 10 y OpenGL 3.2.

| Modelo             | Lanzamiento        | Nombre en código | Transistores (Millones) | Tamaño del núcleo (mm²) | Interfaz del bus  | Memoria (MiB) | Frecuencia de reloj | Frecuencia de reloj | Configuración del núcleo1 | Tasa de relleno | Tasa de relleno | Memoria                                    | Memoria      | Memoria            | GFLOPS | TDP3 (W) | TDP3 (W) | GFLOPS/W  | Precisión doble en coma flotante | Características destacadas / Notas | Precio de lanzamiento (EUR) |
| Modelo             | Lanzamiento        | Nombre en código | Transistores (Millones) | Tamaño del núcleo (mm²) | Interfaz del bus  | Memoria (MiB) | Núcleo (MHz)        | Memoria2 (MHz)      | Configuración del núcleo1 | Píxel (GP/s)    | Textura (GT/s)  | Ancho de banda GB/s (GiB/s)                | Tipo de bus2 | Ancho de bus (bit) | GFLOPS | Inactivo | Max.     | GFLOPS/W  | Precisión doble en coma flotante | Características destacadas / Notas | Precio de lanzamiento (EUR) |
| ------------------ | ------------------ | ---------------- | ----------------------- | ----------------------- | ----------------- | ------------- | ------------------- | ------------------- | ------------------------- | --------------- | --------------- | ------------------------------------------ | ------------ | ------------------ | ------ | -------- | -------- | --------- | -------------------------------- | ---------------------------------- | --------------------------- |
| Radeon HD 2350     | 2007               | RV610            | 180                     | 85                      | PCIe 1.0 x16, AGP | 256           | 625                 | 800                 | 40:4:4                    | 2,1             | 2,1             | 6,4 (5,96)                                 | DDR2         | 64                 | 42     | -        | 20       | 2,1       | ?                                | -                                  | <90                         |
| Radeon HD 2400 Pro | 2007               | RV610            | 180                     | 85                      | PCIe 1.0 x16, AGP | 128, 256, 512 | 625                 | 800                 | 40:4:4                    | 2,1             | 2,1             | 6,4 (5,96)                                 | DDR2         | 64                 | 42     | -        | 20       | 2,1       | ?                                | UVD, ATI Hybrid Graphics           | <90                         |
| Radeon HD 2400 XT  | 2007               | RV610            | 180                     | 85                      | PCIe 1.0 x16      | 256           | 650                 | 1000                | 40:4:4                    | 2,6             | 2,6             | 8 (7,45)                                   | GDDR3        | 64                 | 56     | -        | 25       | 2,1       | ?                                | UVD                                | <90                         |
| Radeon HD 2600 Pro | 2007               | RV630            | 390                     | 153                     | PCIe 1.0 x16, AGP | 256, 512      | 600                 | 1000 1400           | 120:8:4                   | 2,4             | 4,8             | 16 (14,9) 22,4 (20,86)                     | DDR2 GDDR3   | 128                | 144    | -        | 35       | 4,11      | ?                                | UVD                                | 99                          |
| Radeon HD 2600 XT  | 2007               | RV630            | 390                     | 153                     | PCIe 1.0 x16, AGP | 256, 512      | 800                 | 1600 2200           | 120:8:4                   | 3,2             | 6,4             | 25,6 (23,84) 35,2 (32,78)                  | GDDR3 GDDR4  | 128                | 192    | -        | 45 50    | 4,27 3,84 | ?                                | UVD                                | 199                         |
| Radeon HD 2900 GT  | 6 nov, 2007        | R600GT           | 700                     | 420                     | PCIe 1.0 x16      | 256, 512      | 600                 | 1600                | 240:12:12                 | 7,2             | 7,2             | 51,2 (47,68)                               | GDDR3        | 256                | 288    | -        | 150      | 1,92      | ?                                | -                                  | <399                        |
| Radeon HD 2900 Pro | 25 sept, 2007      | R600PRO          | 700                     | 420                     | PCIe 1.0 x16      | 512, 1024     | 600                 | 1600 1850           | 320:16:16                 | 9,6             | 9,6             | 51,2 (47,68), 102,4 (95,37) 118,4 (110,26) | GDDR3 GDDR4  | 256, 512 512       | 384    | -        | ~180     | ~2,13     | ?                                | -                                  | <399                        |
| Radeon HD 2900 XT  | 14 de mayo de 2007 | R600XT           | 700                     | 420                     | PCIe 1.0 x16      | 512, 1024     | 743                 | 1650 2000           | 320:16:16                 | 11,9            | 11,9            | 105,6 (98,35) 128 (119,21)                 | GDDR3 GDDR4  | 512                | 475    | -        | 215      | 2,2       | ?                                | -                                  | 399                         |

- 1 Shaders unificados (Vertex shader/Geometry shader/Pixel shader) : Unidad de mapeo de textura : Unidad de salida de render
- 2 La velocidad de memoria mostrada es la velocidad efectiva. En el caso particular de memorias GDDR5, su velocidad efectiva es el cuádruple de la nominal, mientras que en otras memorias DDR es el doble.
- 3 El TDP (Thermal Design Power) mostrado es el valor de referencia de AMD. Diseños de tarjeta gráfica distintos al de referencia utilizados por los fabricantes pueden significar variaciones en el TDP de los modelos de tarjeta que los empleen.

### Serie Radeon HD 3000
- Todas están fabricadas con litografía de 55 nm.
- Todas soportan DirectX 10.1 y OpenGL 3.2.

| Modelo                | Lanzamiento             | Nombre en código | Transistores (Millones) | Tamaño del núcleo (mm²) | Interfaz del bus                         | Memoria (MiB)  | Frecuencia de reloj | Frecuencia de reloj | Configuración del núcleo1 | Tasa de relleno | Tasa de relleno | Memoria                       | Memoria          | Memoria            | GFLOPS | TDP3 (W) | TDP3 (W) | GFLOPS/W | Precisión doble en coma flotante | Características destacadas / Notas                                                                      | Precio de lanzamiento (EUR) |
| Modelo                | Lanzamiento             | Nombre en código | Transistores (Millones) | Tamaño del núcleo (mm²) | Interfaz del bus                         | Memoria (MiB)  | Núcleo (MHz)        | Memoria2 (MHz)      | Configuración del núcleo1 | Píxel (GP/s)    | Textura (GT/s)  | Ancho de banda GB/s (GiB/s)   | Tipo de bus2     | Ancho de bus (bit) | GFLOPS | Inactivo | Max.     | GFLOPS/W | Precisión doble en coma flotante | Características destacadas / Notas                                                                      | Precio de lanzamiento (EUR) |
| --------------------- | ----------------------- | ---------------- | ----------------------- | ----------------------- | ---------------------------------------- | -------------- | ------------------- | ------------------- | ------------------------- | --------------- | --------------- | ----------------------------- | ---------------- | ------------------ | ------ | -------- | -------- | -------- | -------------------------------- | --- | --------------------------- |
| Radeon HD 3430        | 23 de enero de 2008     | RV620 LE         | 181                     | 67                      | PCIe 2.0 x16                             | 256, 512       | 400                 | 700                 | 40:4:4                    | 1,6             | 1,6             | 5,6 (5,22)                    | DDR2             | 64                 | 32     | -        | 20       | 1,6      | ?                                | - | precio                      |
| Radeon HD 3450        | 23 de enero de 2008     | RV620 LE         | 181                     | 67                      | PCIe 2.0 x16                             | 256, 512       | 600                 | 1000                | 40:4:4                    | 2,4             | 2,4             | 8 (7,45)                      | DDR2             | 64                 | 48     | -        | 25       | 1,92     | ?                                | ATI Hybrid Graphics                                                                                     | precio                      |
| Radeon HD 3470        | 23 de enero de 2008     | RV620 PRO        | 181                     | 67                      | PCIe 2.0 x16                             | 256, 512       | 800                 | 1900                | 40:4:4                    | 3,2             | 3,2             | 15.2 (14,16)                  | DDR2 GDDR3       | 64                 | 64     | -        | 30       | 2,13     | ?                                | ATI Hybrid Graphics                                                                                     | precio                      |
| Radeon HD 3650        | Jan 23, 2008            | RV635 PRO        | 378                     | 132                     | PCIe 2.0 x16 AGP 8x                      | 256, 512, 1024 | 725                 | 1600                | 120:8:4                   | 2,9             | 5,8             | 25,6 (23,84)                  | DDR2 GDDR3 GDDR4 | 128                | 174    | -        | 65       | 2,68     | ?                                | - | precio                      |
| Radeon HD 3690 / 3830 | 2008                    | RV670 PRO        | 666                     | 192                     | PCIe 2.0 x16                             | 256            | 668                 | 1656                | 320:16:16                 | 10,7            | 10,7            | 26,5 (24,68)                  | GDDR3            | 128                | 427    | -        | 75       | 5,69     | ?                                | Versión de bajo presupuesto del "RV670 PRO", UVD Solo para China a marzo de 2008                        | precio                      |
| Radeon HD 3850        | 19 de noviembre de 2007 | RV670 PRO        | 666                     | 192                     | PCIe 2.0 x16 AGP 8x                      | 256, 512, 1024 | 668                 | 1656                | 320:16:16                 | 10,7            | 10,7            | 53 (49,35)                    | GDDR3            | 256                | 427    | -        | 75       | 5,7      | ?                                | Nombre en código Revival, UVD, coma flotante de precisión doble                                         | precio                      |
| Radeon HD 3870        | 19 de noviembre de 2007 | RV670 XT         | 666                     | 192                     | PCIe 2.0 x16 AGP 8x                      | 512, 1024      | 775                 | 1800 2250           | 320:16:16                 | 12,4            | 12,4            | 57,6 (53,64) 72,0 (67,06)     | GDDR3 GDDR4      | 256                | 496    | -        | 106      | 4,68     | ?                                | Nombre en código Gladiator, UVD, coma flotante de precisión doble                                       | precio                      |
| Radeon HD 3850 X2     | 4 de abril de 2008      | RV670 PRO        | 666 ×2                  | 192 ×2                  | PCIe 2.0 x16 (internamente PCIe 1.1 x16) | 2× 512         | 668                 | 1656                | 320:16:16 ×2              | 2× 10,7         | 2× 10,7         | 2× 53 (49,35)                 | GDDR3            | 256 ×2             | 855    | -        | 140      | 6,11     | ?                                | Solución GPU Dual, UVD, coma flotante de precisión doble, sólo un conector CrossFire, CrossFire interno | precio                      |
| Radeon HD 3870 X2     | 28 de enero de 2008     | R680             | 666 x2                  | 192 x2                  | PCIe 2.0 x16 (internamente PCIe 1.1 x16) | 2× 512         | 825                 | 1800 2250           | 320:16:16 ×2              | 2× 13,2         | 2× 13,2         | 2× 57,6 (53,64) 2× 72 (67,06) | GDDR3 GDDR4      | 256 x2             | 1900   | -        | 165      | 11,51    | ?                                | Solución GPU Dual, UVD, coma flotante de precisión doble, sólo un conector CrossFire, CrossFire interno | precio                      |

- 1 Shaders unificados (Vertex shader/Geometry shader/Pixel shader) : Unidad de mapeo de textura : Unidad de salida de render
- 2 La velocidad de memoria mostrada es la velocidad efectiva. En el caso particular de memorias GDDR5, su velocidad efectiva es el cuádruple de la nominal, mientras que en otras memorias DDR es el doble.
- 3 El TDP (Thermal Design Power) mostrado es el valor de referencia de AMD. Diseños de tarjeta gráfica distintos al de referencia utilizados por los fabricantes pueden significar variaciones en el TDP de los modelos de tarjeta que los empleen.